# Scambus exilis
Scambus exilis là một loài tò vò trong họ Ichneumonidae.